# Ellipticité (géométrie)
Pour les articles homonymes, voir Ellipticité.
En géométrie et en astronomie, l'ellipticité est une mesure de l'aplatissement d'une ellipse. Elle est comprise entre les valeurs 0 et 1, le premier cas correspondant à un cercle et le second à une ellipse infiniment allongée, c'est-à-dire un segment. 

## Formule
L'ellipticité en général notée par la lettre grecque epsilon ε est déterminée par la connaissance du demi-grand axe a et du demi-petit axe b d'une ellipse par la formule
{\displaystyle \epsilon =1-{\frac {b}{a}}}.
L'ellipticité peut se relier à l'excentricité par le biais de la formule {\displaystyle b=a{\sqrt {1-e^{2}}}}, qui donne
{\displaystyle \epsilon =1-{\sqrt {1-e^{2}}}}.
Pour un cercle, où par définition b et a sont identiquement égaux au rayon, l'ellipticité est nulle. Plus l'ellipse est aplatie, c'est-à-dire plus l'excentricité tend vers 1, plus l'ellipticité est proche de 1. Dans le cas des petites excentricités, l'ellipticité s'écrit
{\displaystyle \epsilon \simeq {\frac {1}{2}}e^{2}\qquad (e\ll 1)}.

## Utilisation en astronomie

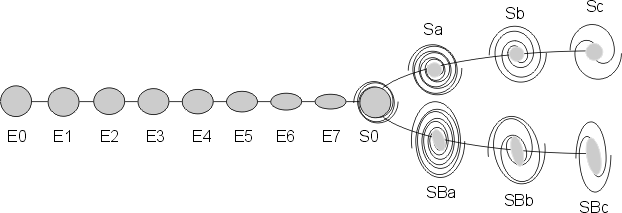
La séquence de Hubble classifie les galaxies elliptiques (à gauche) en fonction de leur ellipticité

En astronomie, une classe de galaxies est dite elliptique, du fait de leur forme approximative projetée sur la sphère céleste. Un des paramètres morphologiques décrivant ces galaxies est leur ellipticité, bien que celle-ci résulte à la fois de la forme tridimensionnelle de l'objet et de l'angle sous lequel il est vu. En particulier, la séquence de Hubble, utilisée pour décrire la morphologie générale des galaxies, utilise l'ellipticité, une galaxie elliptique de type En correspondant à un objet dont l'ellipticité est comprise entre {\displaystyle n/10} et {\displaystyle (n+1)/10}, n prenant ainsi les valeurs entières allant de 0 à 9. En pratique il est extrêmement rare d'observer des types E8 ou E9, le type E7 correspondant à l'aplatissement maximal observé. 

## Enplanétologie
En planétologie ou en physique stellaire, on observe des objets sphériques légèrement aplaties du fait de leur rotation. On parle alors d'aplatissement. Il est en général très faible par rapport à l'ellipticité typique d'une galaxie elliptique.